# تنرزویل، نیویورک

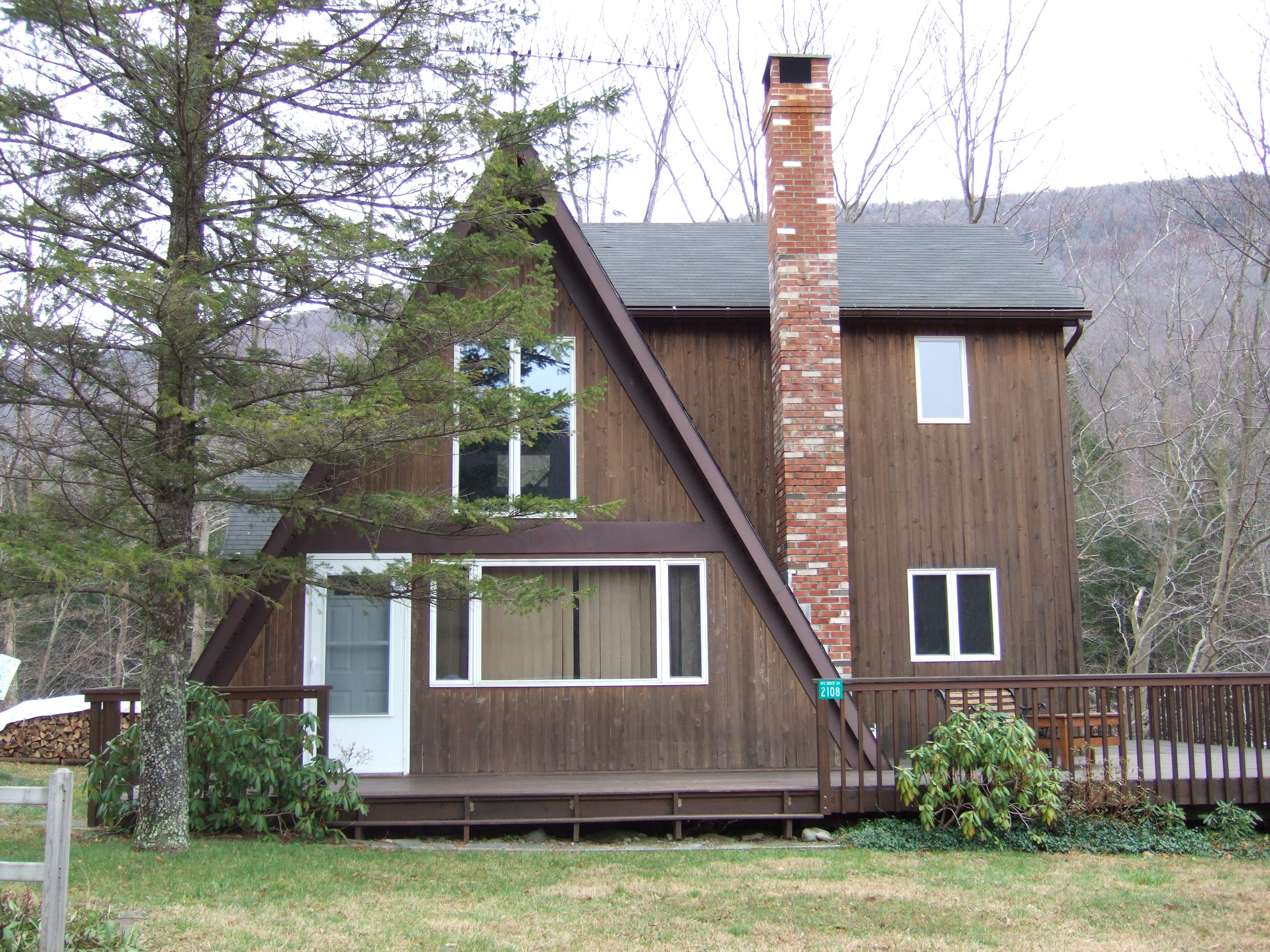
تنرزویل

تنرزویل (به انگلیسی: Tannersville) یک منطقهٔ مسکونی در ایالات متحده آمریکا است که در شهرستان گرین، نیویورک واقع شده‌است. تنرزویل ۳٫۱ کیلومتر مربع مساحت و ۵۳۹ نفر جمعیت دارد و ۵۷۹ متر بالاتر از سطح دریا واقع شده‌است.